# غراند غوليات
غراند غوليات (بالإنجليزية: Grand Golliat)‏ هو أحد جبال سلسلة جبال الألب بينيني ويقع في كانتون فاليز في سويسرا. يحتل المرتبة رقم 120 في قائمة جبال سويسرا من حيث الارتفاع، إذ يبلغ ارتفاعه حوالي 3238 متر، بينما يبلغ ارتفاع نتوء الجبل 313 متر، هذا وقد سجل أول وصول لقمة الجبل عام 1879.